# Lavanono
Lavanono est un village de pêcheur situé à l’extrémité de la côte Sud-Ouest de Madagascar.
Il se situe dans la région Androy (ancienne province de Toliara) et dépend du district de Beloha. Longtemps accessible uniquement par la mer et réservé aux seuls pêcheurs, le village de Lavanono a connu une ouverture sur la  terre  à partir de 1993 et la création d’une piste pour relier le village restant à ce jour le seul accès pour s’y rendre.
Le village dispose d’une situation géographique assez particulière puisqu’il se trouve en contrebas d’un immense plateau et d’une chaîne de falaises de 60 km de long.
Lavanono veut dire long sein, en référence au  « pain de sucre » haut d’environ 100 m qui servait de repère géographique tel un phare, au début du XVIIe siècle lorsque les galions Portugais et Français traversaient le canal du Mozambique.
Le village de Lavanono est à une trentaine de kilomètres de la réserve naturelle spéciale du Cap Sainte-Marie. Il dispose d’une richesse naturelle importante grâce à sa biodiversité. La plupart des espèces floristiques et faunistiques sont endémiques. Le site abrite entre autres les tortues Radiata et Pixis, protégées et devenues rares.
On note à Lavanono depuis ces dernières années une évolution démographique et économique, en partie impulsée par la fréquentation touristique. On trouve notamment au village une structure écotouristique dite ecolodge qui œuvre depuis le début des années 1990 au bon développement du village.

Lavanono est un des plus beaux spots de surf de Madagascar grâce à sa « gauche » de qualité. Il est important de préciser l’éloignement et la difficulté d’accéder au village. Depuis Tôlanaro, situé à 250 kilomètres de la capitale, il faut compter plus de 7 heures de route. Depuis Ampanihy, par la côte il faut compter jusqu’à 12 heures lorsque la rivière  Ménarandre  n’est pas franchissable.